# Liste der Officers des Order of Canada/S
Diese Liste gibt einen Überblick aller Personen, die mit der Auszeichnung Officer of the Order of Canada ausgezeichnet wurden.

## S
1. Laura Sabia
2. Maureen Sabia (2011)
3. Michael J. Sabia
4. Marcel Sabourin
5. David Lawrence Sackett
6. Ann Saddlemyer
7. Fernande Saint-Martin
8. Martha Eva Salcudean
9. Sima Samar (2009)
10. Indira V. Samarasekera
11. Ernest Lionel Samuel
12. Camille Sandorfy
13. Allen Sapp
14. Andrew Sarlos
15. Serge Saucier
16. William Lawrence Sauder
17. Danièle Sauvageau (2012)
18. John Patrick Savage
19. Félix-Antoine Savard
20. Serge Savard
21. Adélard M. Savoie
22. Claude F. Savoie
23. Donald J. Savoie
24. Robert Savoie
25. Henry Saxe
26. Juan Cesar Scaiano
27. William A. Schabas
28. Michael Schade
29. David W. Scheifele (2012)
30. David W. Schindler (2004)[1]
31. Ronald P. Schlegel (2012)
32. William George Schneider
33. Seymour Schulich (2011)
34. Joseph Schull
35. Ann Louise Schulman
36. Gerald W. Schwartz
37. Irving Schwartz
38. Anthony Dalton Scott
39. Beckie Scott
40. David W. Scott (2011)
41. Donna M. Scott
42. Ian Gilmour Scott
43. Jacquelyn Thayer Scott
44. James V. Scott
45. Marianne Florence Scott
46. Richard J. Scott
47. Barbara Ann Scott-King
48. Daryl Kenneth Seaman
49. Mary V. Seeman
50. Philip Seeman
51. Michael Sefton
52. Alvin Cramer Segal (2010)
53. Hugh Segal
54. Roger Nantel Séguin
55. Harold Oaser Seigel
56. Gordon Semenoff (2012)
57. Pierre Sévigny
58. James Sewid
59. Doris Shadbolt
60. Jack L. Shadbolt
61. Tsun-Kong Sham
62. Bernard Shapiro
63. Isadore Sharp
64. William Shatner
65. Donald McQ. Shaver
66. Dorothy Shaw
67. JR Shaw
68. Walter R. Shaw
69. Jennifer Mary Shay
70. Leonard H. Shebeski
71. Leslie W. Shemilt
72. Michael Perry Shepard
73. Frances Alice Shepherd
74. Joseph Harvey Shoctor
75. Molly S. Shoichet
76. Laurence Kennedy Shook
77. Howard Leslie Shore
78. Thomas Kunito Shoyama
79. Gordon M. Shrum
80. Morton Shulman
81. Morris C. Shumiatcher
82. Frank Shuster
83. William Siebens
84. Alain Simard
85. René Simard
86. Robert H. Simmonds
87. Mary J. May Simon
88. Jeffrey Simpson
89. Adelaide Sinclair
90. Christine Margaret Sinclair
91. David Sinclair
92. Gordon Sinclair
93. Ian D. Sinclair
94. Lister S. Sinclair
95. Peter Alexander Singer (2011)
96. Éléonore Tecumseh Sioui
97. Jeffrey Skoll (2011)
98. Gordon Richard Slemon
99. Arnold Cantwell Smith
100. Arthur R. Smith
101. Daniel Walter Smith (2013)
102. David Edward Smith (2013)
103. Dennis C. Smith
104. Donalda Smith
105. Eldon Raymond Smith
106. I. Norman Smith
107. Ian C. P. Smith (2008)
108. James M. Smith
109. John N. Smith
110. Lois Smith
111. Muriel Smith
112. Wilfred Cantwell Smith
113. Wilfred I. Smith
114. Fred Smithers
115. John P. Smol (2013)
116. Harold Snyder
117. Frank H. Sobey
118. Samuel Solomon
119. Hugh J. Somers
120. Nahum Sonenberg (2010)
121. Theodore Lionel Sourkes
122. Raymond Souster
123. Gordon Hamilton Southam
124. Raymond A. Speaker
125. Matthew W. Spence
126. Keith Spicer
127. Richard Beverley Splane
128. Verna Huffman Splane
129. Irene Mary Spry
130. Peter Henry St Geoge-Hyslop
131. Denis A. St-Onge
132. Eric St-Pierre
133. Charles P. Stacey
134. Denis Stairs
135. Henry W. Stallworthy
136. James M. Stanford
137. Michèle Stanton-Jean
138. Mark Starowicz
139. Steven Staryk
140. Gilles Ste-Croix
141. Robert Daniel Steadward
142. Harry R. Steele
143. George Steer
144. Baldur R. Stefansson
145. Sam Steinberg
146. Ralph G. Steinhauer
147. Maitland B. Steinkopf
148. Charles Richard Stelck
149. Bette M. Stephenson
150. Carol Stephenson (2009)
151. Reginald C. Stevenson
152. William Alexander Stevenson
153. Alec T. Stewart
154. Chester B. Stewart
155. David Macdonald Stewart
156. Edward E. Stewart
157. Jane Stewart
158. Liliane M. Stewart
159. Robert W. Stewart
160. Ronald Daniel Stewart
161. Winnifred M. Stewart
162. H. Heward Stikeman
163. Calvin Ralph Stiller (2011)
164. Shirley Marie Stinson
165. Ian Grote Stirling
166. John B. Stirling
167. Jack Stoddart
168. Jennifer Anne Stoddart
169. Boris P. Stoicheff
170. David W. Strangway
171. Teresa Stratas
172. Barry L. Strayer
173. Marlene Stewart Streit
174. Donald T. Stuss
175. Françoise Sullivan (2009)
176. Rosemary Sullivan (2012)
177. Josef Svoboda
178. David J. Sweet
179. Anthony Sylla
180. Jean-Guy Sylvestre
181. Denis Szabo
182. Stefan Sznuk